# سهره ریز شکم‌نخودی
سهره ریز شکم‌نخودی، سهره ریز شکم‌کِرِمی، ریزسهره شکم‌کِرِمی یا رنگینک شکم‌کِرِمی (نام علمی: Lonchura pallidiventer) پرنده‌ای از تیرهٔ ریزسهرگان (Estrildidae) است. رِستال Restall (1996) آن را به عنوان یک گونه جدید توصیف کرد، اما توسط van Balen (1998) و Dickinson (2003) ترکیبی در نظر گرفته شد و این شیوه توسط کارگروه طبقه‌بندی BirdLife دنبال می‌شود و توسط انجمن جهانی پرندگان یا IOC به رسمیت شناخته نمی‌شود. تنها در بورنئو یافت می‌شود.